# Henry Wotton
Sir Henry Wotton (ur. 30 marca 1568 w Boughton Malherbe w hrabstwie Kent, zm. w grudniu 1639 w Eton) – angielski dyplomata, poeta.
Wotton pochodził ze znanej rodziny szlacheckiej, jego dziadkiem był dyplomata Nicholas Wotton. Kształcił się w Westminster, ukończył studia na uniwersytecie w Oxfordzie; podczas studiów zaprzyjaźnił się z Johnem Donne’em. W latach 1589–1595 przebywał za granicą, być może zajmując się też pracą wywiadowczą w służbie hrabiego Essexa, a po powrocie do Anglii został jego sekretarzem. Tuż przed aresztowaniem Essexa wyjechał na kilka lat do Włoch, co pozwoliło mu uniknąć kłopotów.
W 1604 roku został nobilitowany przez Jakuba I i mianowany ambasadorem w Wenecji, gdzie z krótkimi przerwami na inne misje dyplomatyczne przebywał do 1624 roku. Po powrocie do Anglii został przełożonym Eton College, które to stanowisko piastował aż do śmierci w grudniu 1639 roku.
Znany był z dowcipu, jest m.in. autorem bon motu "ambasador to uczciwy człowiek, którego wysyła się po to, by dla dobra swojego kraju kłamał za granicą". Był przyjacielem pisarzy i poetów, prócz wspomnianego już Donne’a także Bena Jonsona i Johna Miltona. Późniejszym biografem Wottona był także z nim zaprzyjaźniony Izaak Walton.
Zbiór pism Wottona, Reliquiae Wottonianae, został wydany pośmiertnie w 1651 roku.